# Eye (utwór Smashing Pumpkins)
Eye – piosenka zespołu The Smashing Pumpkins, nagrana na ścieżkę dźwiękową filmu Davida Lyncha Zagubiona autostrada. Jest jedną z trzech piosenek, obok "The End Is the Beginning Is the End" ze ścieżki dźwiękowej obrazu Batman i Robin oraz "Christmastime" ze składanki A Very Special Christmas 3, nagranych w przerwie między albumami Mellon Collie and the Infinite Sadness a Adore. "Eye" została nagrana przy użyciu niemal wyłącznie elektronicznych instrumentów, wyznaczając kierunek w twórczości grupy reprezentowany przez Adore. Utwór "Tear" również został skomponowany z myślą o filmie Lyncha, ale ostatecznie nie został zamieszczony na płycie ze ścieżką dźwiękową filmu i znalazł się na albumie Adore.
Pod koniec 1996 roku ukazał się w bardzo ograniczonym nakładzie promocyjny singel; "Eye" osiągnęła 8. pozycję na US Modern Rock Tracks w 1997 roku.